# Ingerophrynus gollum
Ingerophrynus gollum é uma espécie de anfíbio anuros da família Bufonidae. Está presente em Malásia. A UICN classificou-a como deficiente de dados.